# Elías
Elías là một khu tự quản thuộc tỉnh Huila, Colombia. Thủ phủ của khu tự quản Elías đóng tại Elías Khu tự quản Elías có diện tích 82 ki lô mét vuông. Đến thời điểm ngày 28 tháng 5 năm 2005, khu tự quản Elías có dân số 2654 người.